# Pantheïsme

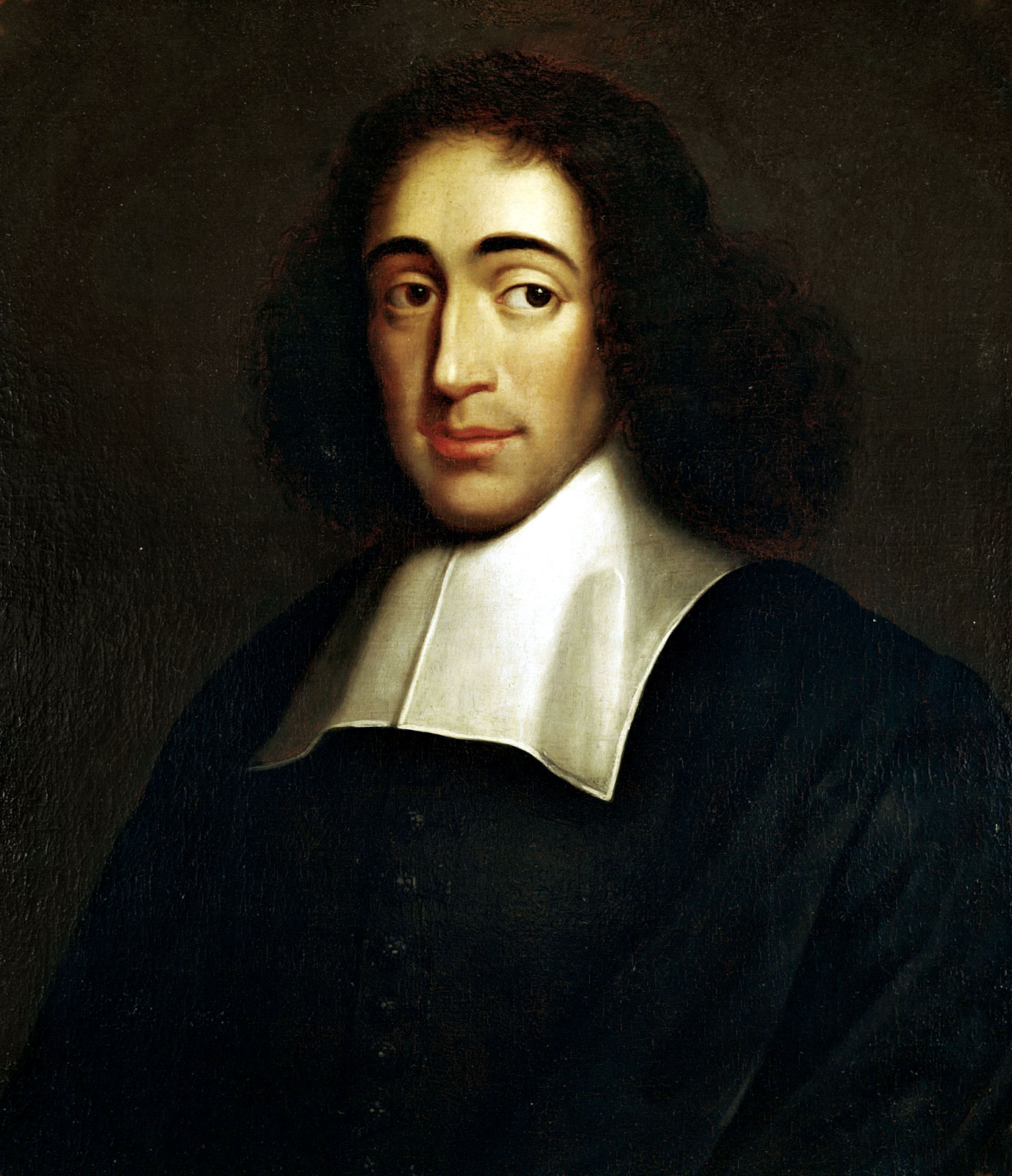
De filosofie van Benedictus de Spinoza wordt vaak beschouwd als pantheïsme.

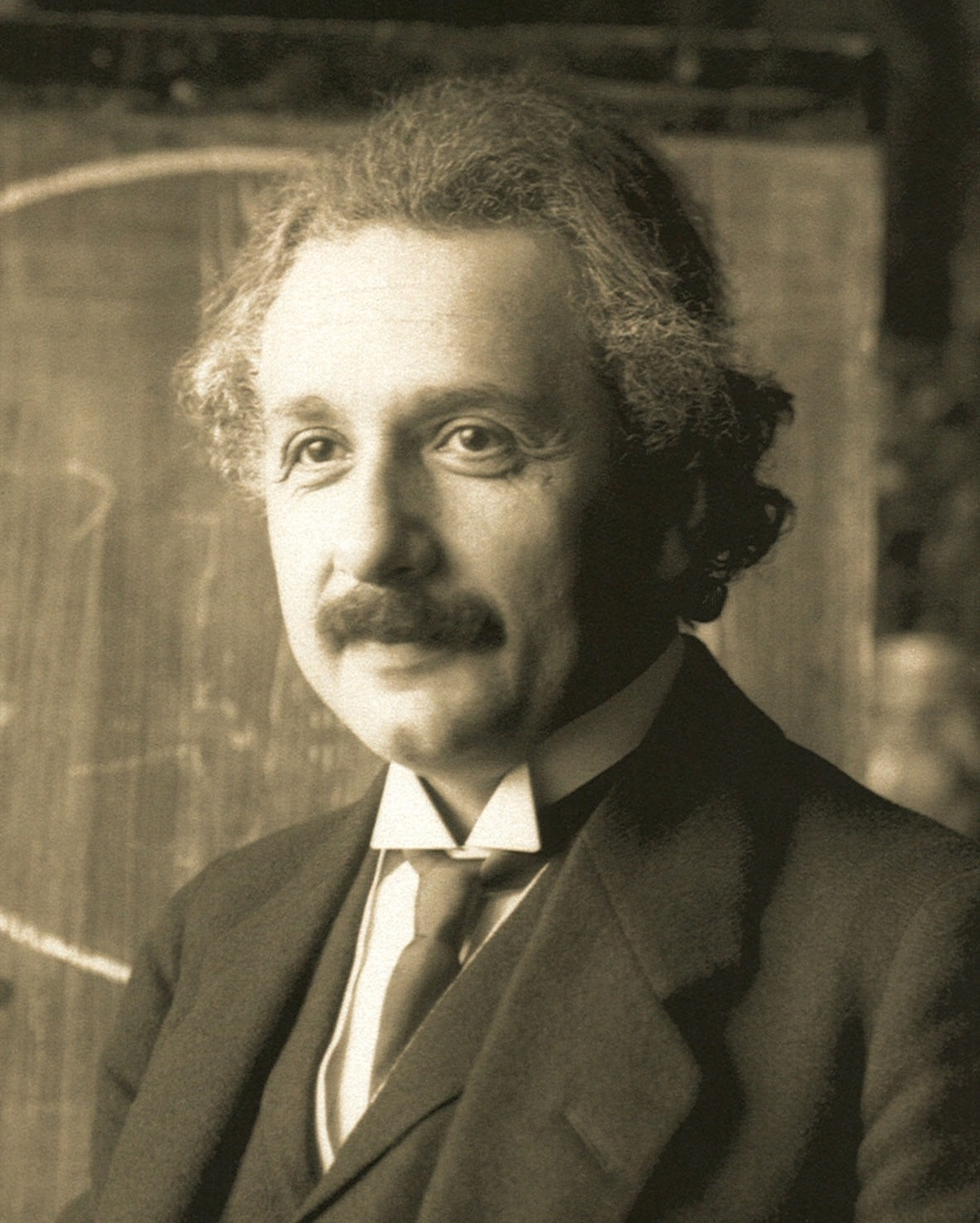
Albert Einstein zei te geloven in Spinoza's God die zich openbaart in een ordelijke harmonie van alles wat bestaat, en niet in een God die zich bemoeit met het lot en handelen van mensen.

Pantheïsme (Grieks: πάν, pan = alles; θεος, theos = God) is een levensbeschouwing die ervan uitgaat dat alles (en iedereen) goddelijk is. Het goddelijke is immanent en alomvattend, het heelal, natuur en God zijn identiek. Pantheïsten geloven dus niet in een persoonlijke of antropomorfe god.  In de meest strikte zin betekent het: gelijkstelling van God aan de wereld en al het bestaande. In elk van zijn verschijningsvormen is het dus monistisch, al is monisme daarom niet steeds pantheïsme. Pantheïsme moet niet worden verward met panenteïsme waar het basisprincipe is dat alles (pan) in (en) God (theo) is.
Pantheïsme werd populair in de moderne tijd vanwege het theologische en filosofisch werk van de 17de-eeuwse filosoof Baruch Spinoza, wiens Ethica (1678) een antwoord was op René Descartes' beroemde dualistische theorie dat het lichaam en de geest zijn te scheiden. Spinoza had de opvatting dat geest en stof één zijn, en beide attributen zijn van een oorspronkelijke substantie, God. Tijdens de romantiek ervoer dit pantheïsme een heropleving en zorgde onder meer voor de Pantheismusstreit.

## Verschil met theïsme
In het pantheïsme is er geen grens tussen het goddelijke en het natuurlijke. In plaats van transcendentie te bezitten, los van alles, bevindt god zich in alles (immanentie). Volgens het pantheïsme kan men zich god niet persoonlijk indenken. Elk object én elk subject is in wezen goddelijk. Pantheïsme verschilt bijgevolg op twee belangrijke punten van de theïstische opvatting:
1. Pantheïsten ontkennen meestal het bestaan van een "persoonlijke" God, een wezen dat de karakteristieke eigenschappen van een 'persoon' bezit, zoals de mogelijkheid om beslissingen te nemen.
2. Pantheïsten ontkennen dat wat ze bedoelen met God volledig transcendent is: zij ontkennen dat God "totaal anders" is dan de wereld. God en de wereld zijn bij hen niet 'ontologisch onderscheiden'.

## Afgeleide vormen
Er zijn verschillende afgeleide vormen van pantheïsme. Volgens het theophanisme is alles wat wij om ons heen zien een verschijningsvorm van het goddelijke. Het panentheïsme (εν, "en" betekent "in"→ overal zit god/het goddelijke in) vormt een soort synthese tussen theïsme en pantheïsme: alles is goddelijk/god, maar deze is nog wel als persoon te denken. Deze vorm vindt men ook onder christenen; in de christelijke gnostiek zijn ook pan(en)theïstische invloeden te onderkennen. Het verschil tussen pantheïsme en panentheïsme is dat bij panentheïsme de wereld, het universum, gezien wordt als een deel van God, maar niet als zijn totale wezen.
Veel oosterse religies (o.a. hindoeïsme, taoïsme, boeddhisme) hebben pantheïstische kenmerken, evenals het (westerse) religieus humanisme. Sommige vooraanstaande verlichters, zoals Spinoza en John Toland, hadden pantheïstische denkbeelden. Een bekende vroege pantheïst was Giordano Bruno (1548–1600), een Italiaanse filosoof die wegens zijn denkbeelden door de Inquisitie werd veroordeeld tot de brandstapel. Op het Campo de' Fiori in Rome, de plaats waar het vonnis werd voltrokken, is nu een standbeeld van hem te vinden. In het Midden-Oosten staat Mansur al-Halladj (858–922) bekend als een vroege pantheïst. Na de woorden Ana elhaq (Arabisch:أنا الحق) (ik ben de Waarheid) te hebben uitgesproken, werd hij veroordeeld tot de marteldood. Men kan het universum ook zien als één Wereldziel (Plato), dan spreekt men van panpsychisme.
Verder zijn ook hedendaagse paganistische levensbeschouwingen met wortels in het oude Keltische en Germaanse heidendom, zoals druicca en wicca, sterk verbonden met het pantheïsme. Aanhangers van deze stromingen zien 'Moeder Aarde' als maakster van alles wat leeft. Zij wordt door hen, vooral in heksenkringen, ook wel "Godin" genoemd. Deze Godin zou terug te vinden zijn in alles wat de natuur biedt.

## Pantheïsme en atheïsme
Doorheen de geschiedenis is er een tendens geweest om het pantheïsme aan te vallen omdat het vergelijkbaar zou zijn met een vorm van atheïsme. Een vroeg voorbeeld is Johannes Scotus Eriugena (810–877), wiens werk Periphyseon, eeuwen later werd veroordeeld door de Kerk vanwege pantheïstische tendensen, die als ketters bestempeld werden. Ook Giordano Bruno (1548–1600) werd in 1600 door de Inquisitie tot de brandstapel veroordeeld vanwege zijn pantheïsme.
Dezelfde discussie ziet men oplaaien tijdens de romantiek, waar een hele polemiek losbreekt tussen Friedrich Heinrich Jacobi (1743–1819) en Moses Mendelssohn (1729–1786) over het vermeende spinozisme van Gotthold Ephraim Lessing (1729–1781). Deze Pantheïsmusstreit draaide onder meer om de vraag of de Ethica (1678) van Baruch Spinoza, waarin een vorm van pantheïsme wordt uiteengezet, noodzakelijkerwijs leidt tot fatalisme en uiteindelijk atheïsme. Jacobi, aan wie (de ten tijde van de polemiek reeds overleden) Lessing zou hebben toegegeven spinozist te zijn, stelt dat spinozisme inderdaad tot atheïsme leidt en men zich hier alleen uit kan redden middels de 'salto mortale' van het geloof. Mendelssohn, eveneens tegenstander van het spinozisme, verdedigde het meer rationalistische standpunt in deze strijd en wees onder meer op de overeenstemming tussen 'gelouterd pantheïsme' en theïsme. Op die manier dacht hij zijn overleden vriend Lessing te 'redden' van de destijds nog onwenselijke geachte aantijging spinozist te zijn: zijn vriend Lessing kon op die manier pantheïst zijn zonder dat hij als atheïst te boek zou komen te staan.
De reden waarom pantheïsme problematisch was voor zovele christelijke gelovigen, en volgens hen gelijk was aan atheïsme, was de idee van immanentie en de consequenties hiervan. Niet alleen was pantheïsme een probleem omdat het tegen de idee van God als de transcendente Schepper inging, zoals Hij in de Bijbel beschreven staat, maar ook dat het ideeën zoals de vrije wil, moraal en een persoonlijke god ondergroef. Vrijheid lijkt in een pantheïstisch universum uitgesloten omdat alles goddelijk is, en dus alles redelijk bepaald is van tevoren. Pantheïsme zou leiden tot een rationalistisch determinisme en zo de vrije keuze van de gelovige om te geloven en voor het goede te kiezen uit te sluiten. In die zin verglijdt het ook tot een fatalisme.
Ook vormde het immanente karakter van god een probleem voor de moraal. Beslissen of iets goed of al dan niet slecht is, kan enkel absoluut gebeuren via een extern criterium. De idee dat deze wereld nog niet af of perfect is, dat er nog kwaad in zit, vereist met andere woorden een externe, en dus transcendente god. Deze transcendente god kan dan de toetssteen zijn om deze wereld te evalueren. In het pantheïsme is er zo geen toetssteen en valt het onderscheid tussen goed en kwaad in duigen. Pantheïsme kan niets doen met het probleem van het kwaad, want ook al het kwade is goddelijk, en leidt dus tot immoralisme, aldus deze redenering.
Ten slotte wordt er gesteld dat pantheïsme afglijdt tot een onpersoonlijke god, het deïsme, en uiteindelijk dus tot een atheïsme. Dit punt hangt in zekere zin samen met het vorige. Om tot een deugdzaam leven te komen moet men zich kunnen toetsen aan een persoonlijke god, waaraan men bijvoorbeeld ook zijn zonden kan opbiechten. Het pantheïsme sluit zo'n god uit en lijkt een godsbeeld naar voren te brengen van een ongeïnteresseerde god. Het vertoont met andere woorden een verwantschap met het deïsme, dat stelt dat de wereld wel door een god geschapen is, maar dat deze zich niet meer met deze wereld bezighoudt. Het pantheïstische universum lijkt zo niet meer te verschillen van een universum zonder god. In die zin is het pantheïsme niet meer dan een vorm van atheïsme. Een gelijkaardige redenering vindt men bij Arthur Schopenhauer die het ongepast vond om het universum 'God' te noemen, en schreef dat pantheïsme op die manier slechts een eufemisme voor atheïsme was.